# Fun Home
Fun Home – eine Familie von Gezeichneten (engl.: Fun Home: A Family Tragicomic) ist eine 2006 veröffentlichte, mit dem Eisner Award ausgezeichnete, autobiografische Graphic Novel der Autorin/Zeichnerin Alison Bechdel, übersetzt von Sabine Küchler und Denis Scheck. Themen des Comics sind u. a. Erwachsenwerden, sexuelle Orientierung, Geschlechterrollen, Familienprobleme und Umgang mit Selbstmord.
2012 verarbeitete Bechdel die Beziehung zu ihrer Mutter in der Graphic Novel „Wer ist hier die Mutter? Ein Comic-Drama“ (engl.: „Are You My Mother?: A Comic Drama.“).

## Inhalt
In sieben Kurzgeschichten rekapituliert Bechdel ihre Kindheit und Jugend im ländlichen Pennsylvania der 1960er-Jahre. Schwerpunkt ist ihr kompliziertes Verhältnis zu ihrem Vater Bruce, der das familieneigene Bestattungsunternehmen (engl.: Funeral Home, ironisch von der Familie zu Fun Home verkürzt, d. h. „Spaßhaus“) leitet. Während Alison ein rebellischer Tomboy ist, ist Bruce feminin und „bis zur Tyrannei“ perfektionistisch, was bis zu seinem frühen Tod (Verkehrsunfall, als sie 19 war) zu Spannungen zwischen ihm einerseits und Alison und ihren Brüdern Chris und John andererseits führt.
Die sieben Kapitel sind nichtlinear angeordnet: Es wird zwar chronologisch eine Zeitspanne von ca. zehn Jahren abgedeckt, aber diverse Geschehnisse werden wiederholt aufgegriffen und neu interpretiert, insbesondere auf mögliche Bedeutung für das „unmännliche“ Verhalten ihres Vaters und Alison Bechdels eigene „unweibliche“ Seite. Während der Story findet sie immer mehr Hinweise darauf, dass Bruce Bechdel insgeheim homo- oder bisexuell ist und sie selbst sich zu Frauen hingezogen fühlt. Auf dem College hat sie ihr coming out als Lesbe, worauf ihre Mutter gesteht, dass ihr Vater sie „mit diversen Männern“ betrogen habe. Kurz vor seinem Tod sprechen sich Vater und Tochter aus, und ihre Mutter leitet die Scheidung von ihm ein. Am Ende der Story kommt Bechdel zum Schluss, dass sein Tod tatsächlich Selbstmord gewesen ist: Da im Scheidungsprozess seine homosexuellen Affären ans Tageslicht gekommen wären, habe er den Freitod gewählt.

## Rezeption
„Selbst wenn man es gewohnt ist, Gelesenes selbst in Bilder zu verwandeln, fühlt man sich von den detailreichen Zeichnungen nicht bevormundet. Vielmehr kann sich das Auge in den vielen eingearbeiteten Dokumenten verlieren: Tagebuchaufzeichnungen, Landkarten, Briefe und Lexikonartikel. Ein schnelles Durchblättern verbieten nicht nur die liebevollen Details, sondern auch die Querbezüge zwischen dem Haupttext und den in die Bilder integrierten Gedanken. Zum Glück geht Bechdel bei aller Belesenheit die tragische Geschichte mit einer ordentlichen Portion Komik an. Und so blättert man nach dem ersten Lesen gern zurück, um sich die eine oder andere Zeichnung noch einmal anzusehen.“

„Verblüffende Memoiren eines Mädchens, welches in einer Kleinstadt mit einem reservierten, perfektionistischen Vater lebt und herausfindet, dass sie a) homosexuell ist und b) er auch. Atemberaubend clever erzählt und eloquent gezeichnet. Vergessen Sie Genre und Fragen sexueller Orientierung, dies ist ein Meisterwerk über zwei Menschen die im selben Haus, aber in verschiedenen Welten leben.“

„Während der Story werden auf die unterdrückte Bisexualität und die daraus entstehenden Belastungen auf die Ehe von Bechdels Eltern hingewiesen... Bechdel hat das Talent, sowohl die kleinsten Nuancen als auch die generellen Strukturen zu erfassen, ohne dass es gezwungen wirkt.“

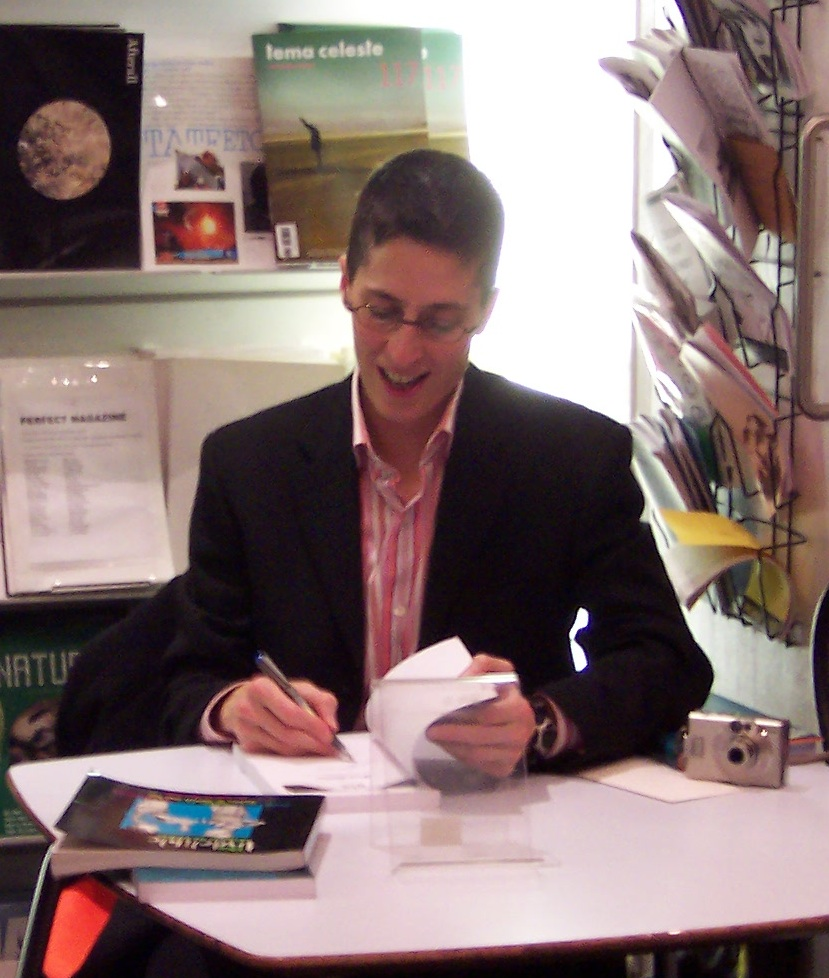
Bechdel signiert Exemplare von Fun Home (2008).

Wegen des LGBT-orientierten Inhalts und der grafischen Darstellung lesbischer Szenen wurde Fun Home in den USA von konservativen Kritikern als „pornografisch und jugendgefährdend“ kritisiert.

## Auszeichnungen
- Lambda Literary Award (2006) in der Kategorie Lesbian Memoir/Biography[6]
- Eisner Award (2007) in der Kategorie Best Reality-Based Work
- „Einer der 10 besten Bücher des Jahres“ (2006), TIME Magazine

## Deutsche Veröffentlichungen
Fun Home wird in Deutschland seit 2011 als Hardcover über die Süddeutsche Zeitung publiziert.
- Fun Home. Eine Familie von Gezeichneten. Köln: Kiepenheuer & Witsch 2008. ISBN 978-3-462-03922-1.[7]
- Wer ist hier die Mutter? Ein Comic-Drama. Kiepenheuer & Witsch, Köln 2014, ISBN 978-3-462-04618-2.

## Musical
2013 wurde Fun Home als Musical adaptiert. Die Musik stammt von der für den Tony Award nominierten Jeanine Tesori. Das Buch und die Liedtexte stammen von der Obie-Award-Gewinnerin Lisa Kron.
Die Off-Broadway Premiere war am 30. September 2013 im The Public Theater in New York. Die Spielzeit wurde mehrfach verlängert, so dass die Produktion bis Januar 2014 lief. Die Regie führte Sam Gold. Die Produktion wurde als das erste Mainstream Musical über eine junge Lesbe bezeichnet.  Das Musical Fun Home war 2014 Finalist für den Pulitzer Prize für Drama und gewann den Lucille Lortel Award für Musical, den New York Drama Critics’ Circle Award für das beste Musical, und den Obie Award für Musiktheater. Alison Bechdel zeichnete einen One-Page Comic über die Musical Adaptation für die Zeitung Seven Days.
2014 wurde eine Broadway-Produktion angekündigt.
Die Broadway-Premiere war im April 2015 im Circle in the Square Theatre. Die Produktion gewann bei Tony Awards 2015 fünf Auszeichnungen, unter anderem die Kategorie 'bestes Musical'.

## Nachweise
1. ↑  Die Welt: „Papa ist schwul, Papa ist tot“, Rezension von Fun Home, 1. März 2008
2. ↑  Mein Vater, ein Daedalus Die letzten Helden des Unternehmertums, Frankfurter Allgemeine Zeitung.
3. ↑  10 Best Books, TIME.
4. ↑   My Father, My Self (Memento vom 18. Juli 2007 im Internet Archive), The Gay and Lesbian Review.
5. ↑  Library board hears complaints about books/Decision scheduled for Oct. 11 meeting (Memento vom 12. September 2016 im Internet Archive), The Marshall_Democrat News.
6. ↑  Antonio Gonzalez Cerna: 19th Annual Lambda Literary Awards. In: Lambda Literary. 30. April 2006, abgerufen am 26. März 2019.
7. ↑  Die Welt: „Papa ist schwul, Papa ist tot“, Rezension von Fun Home, 1. März 2008
8. ↑  Adam Hetrick:  Ojai Playwrights Conference Begins in CA; Kron and Tesori Pen New Musical (Memento des Originals vom 4. November 2013 im Webarchiv archive.today) In: Playbill, 4. August 2009. Abgerufen am 3. November 2013
9. ↑  Mike Boehm:  Cherry Jones, Raul Esparza give Sundance Theatre Lab star power In: Los Angeles Times, 10. Juli 2012. Abgerufen am 3. November 2013
10. ↑  Adam Hetrick:  Jeanine Tesori-Lisa Kron Musical Fun Home Will Debut at the Public; Judy Kuhn to Star (Memento des Originals vom 20. Oktober 2013 im Internet Archive) In: Playbill, 11. September 2012. Abgerufen am 4. November 2013
11. ↑  Michael Gioia: Michael Cerveris, Judy Kuhn, Alexandra Socha Among Cast of Fun Home; Other Public Theater Casting Announced, Too. In: Playbill. Archiviert vom Original am 19. Oktober 2013; abgerufen am 18. Oktober 2013.
12. ↑  Michael Gioia, Adam Hetrick: Jeanine Tesori-Lisa Kron Musical 'Fun Home' Given Fourth Extension. In: Playbill. 4. Dezember 2013, archiviert vom Original am 6. Dezember 2013; abgerufen am 6. Dezember 2013.
13. ↑  June Thomas: Fun Home: Is America Ready for a Musical About a Butch Lesbian? In: Slate. Abgerufen am 18. Oktober 2013.
14. ↑  Drama. In: The Pulitzer Prizes. Columbia University, 14. April 2014, abgerufen am 16. Mai 2014.
15. ↑  2014 Nominations. In: The Lucille Lortel Awards. 4. Mai 2014, archiviert vom Original am 8. Mai 2014; abgerufen am 16. Mai 2014.
16. ↑  Patrick Healy:  Critics’ Circle Names ‘Fun Home’ Best Musical In: New York Times, 5. Mai 2014. Abgerufen am 16. Mai 2014
17. ↑  Nick Lucchesi:  Village Voice Announces Winners of 59th Annual Obie Awards, Names Tom Sellar Lead Theater Critic (Memento des Originals vom 21. Mai 2014 im Internet Archive) In: The Village Voice, 19. Mai 2014. Abgerufen am 21. Mai 2014
18. ↑  Alison Bechdel:  Fun Home! The Musical! In: Seven Days, Da Capo Publishing, 2. Juli 2014. Abgerufen am 23. Juli 2014
19. ↑  Patrick Healy:  ‘Fun Home’ Will Reach Broadway Just Before Tonys Deadline In: The New York Times, 7. August 2014. Abgerufen am 8. August 2014
20. ↑  Adam Hetrick: Fun Home Will Arrive on Broadway Earlier Than Expected. In: Playbill. 1. Dezember 2014, abgerufen am 8. Dezember 2014.
21. ↑  David Sims:  Fun Home's Success Defines the 2015 Tony Awards In: The Atlantic, 8. Juni 2015